# Леандро Ліма
Луїз Леандро Абреу де Ліма (порт. Luiz Leandro Abreu de Lima), відоміший під скороченим ім'ям Леандро Ліма (порт. Leandro Lima, нар. 9 листопада 1985, Форталеза) — бразильський футболіст, що грав на позиції півзахисника. Відомий за виступами в низці бразильських та закордонних клубів, зокрема, за клуби «Порту» та «Крузейру», а також у складі молодіжної збірної Бразилії.

## Клубна кар'єра
Леандро Ліма народився в місті Форталеза у 1985 році. Розпочав займатися футболом у молодіжній команді клубу «Реал Сальвадор», пізніше перейшов до футбольної школи клубу «Сан-Каетану». У дорослому футболі дебютував 2005 року в складі команди «Сан-Каетану», в якій грав до 2007 року, та зіграв у 24 матчах чемпіонату.
У 2007 році футболіст перейшов до португальського клубу «Порту», проте до основного складу команди пробитися не зумів, і керівництво клубу віддало молодого бразильця в оренду, спочатку до «Віторії» (Сетубал), а пізніше до бразильського клубу «Крузейру». Після завершення контракту з «Порту» Леандро Ліма перейшов до іншого португальського клубу «Уніан Лейрія», в якому грав до середини 2011 року, після чого перейшов до бразильського клубу «Аваї», в якому грав до кінця 2011 року. У 2012—2015 роках бразильський футболіст грав у південнокорейських клубах «Тегу» і «Чоннам Дрегонс». На початку 2016 року Леандро Ліма перейшов до бразильського клубу «Санта-Круз» (Ресіфі), а в середині року перейшов до іншого бразильського клубу «Форталеза». У 2018 році футболіст грав у складі клубу «Жувентуде». У 2019 році футболіст грав у складі команди «Пайсанду» (Белен), після чого завершив виступи на футбольних полях.

## Виступи за збірну
Протягом 2006—2007 років Леандро Ліма грав у складі складу молодіжної збірної Бразилії. У 2007 році футболіст у складі молодіжної збірної грав на молодіжному чемпіонаті світу. На молодіжному рівні Леандро Ліма зіграв у 12 офіційних матчах, у яких забив 4 голи, після чого до складу збірних не залучався.